# Champteussé-sur-Baconne
Champteussé-sur-Baconne és un municipi francès situat al departament de Maine i Loira i a la regió de País del Loira. L'any 2007 tenia 221 habitants.

## Demografia

### Població
El 2007 la població de fet de Champteussé-sur-Baconne era de 221 persones. Hi havia 80 famílies de les quals 12 eren unipersonals (4 homes vivint sols i 8 dones vivint soles), 28 parelles sense fills, 24 parelles amb fills i 16 famílies monoparentals amb fills.
La població ha evolucionat segons el següent gràfic:
Habitants censats

### Habitatges
El 2007 hi havia 105 habitatges, 85 eren l'habitatge principal de la família, 13 eren segones residències i 7 estaven desocupats. 99 eren cases i 6 eren apartaments. Dels 85 habitatges principals, 58 estaven ocupats pels seus propietaris, 26 estaven llogats i ocupats pels llogaters i 1 estava cedit a títol gratuït; 4 tenien dues cambres, 21 en tenien tres, 21 en tenien quatre i 39 en tenien cinc o més. 70 habitatges disposaven pel capbaix d'una plaça de pàrquing. A 34 habitatges hi havia un automòbil i a 46 n'hi havia dos o més.

### Piràmide de població
La piràmide de població per edats i sexe el 2009 era:
| Homes | Edats   | Dones |
| ----- | ------- | ----- |
| 0     | 95 o +  | 0     |
| 0     | 90 a 94 | 0     |
| 0     | 85 a 89 | 0     |
| 0     | 80 a 84 | 0     |
| 4     | 75 a 79 | 8     |
| 8     | 70 a 74 | 4     |
| 4     | 65 a 69 | 4     |
| 4     | 60 a 64 | 4     |
| 4     | 55 a 59 | 12    |
| 8     | 50 a 54 | 0     |
| 0     | 45 a 49 | 4     |
| 8     | 40 a 44 | 0     |
| 8     | 35 a 39 | 8     |
| 4     | 30 a 34 | 4     |
| 8     | 25 a 29 | 4     |
| 0     | 20 a 24 | 4     |
| 8     | 15 a 19 | 0     |
| 0     | 10 a 14 | 12    |
| 12    | 5 a 9   | 16    |
| 4     | 0 a 4   | 0     |

## Economia
El 2007 la població en edat de treballar era de 138 persones, 103 eren actives i 35 eren inactives. De les 103 persones actives 94 estaven ocupades (52 homes i 42 dones) i 9 estaven aturades (2 homes i 7 dones). De les 35 persones inactives 12 estaven jubilades, 12 estaven estudiant i 11 estaven classificades com a «altres inactius».

### Ingressos
El 2009 a Champteussé-sur-Baconne hi havia 87 unitats fiscals que integraven 231,5 persones, la mediana anual d'ingressos fiscals per persona era de 16.622 €.

### Activitats econòmiques
Dels 10 establiments que hi havia el 2007, 1 era d'una empresa extractiva, 1 d'una empresa de fabricació d'altres productes industrials, 2 d'empreses de construcció, 1 d'una empresa d'hostatgeria i restauració, 1 d'una empresa financera, 3 d'empreses de serveis i 1 d'una entitat de l'administració pública.
Dels 3 establiments de servei als particulars que hi havia el 2009, 1 era un taller de reparació d'automòbils i de material agrícola, 1 electricista i 1 restaurant.
L'any 2000 a Champteussé-sur-Baconne hi havia 18 explotacions agrícoles que ocupaven un total de 476 hectàrees.

## Poblacions més properes
El següent diagrama mostra les poblacions més properes.